# Culex andreanus
Culex andreanus är en tvåvingeart som beskrevs av Edwards 1927. Culex andreanus ingår i släktet Culex och familjen stickmyggor. Inga underarter finns listade i Catalogue of Life.